# International Aerospace Quality Group
L’I.A.Q.G. (International Aerospace Quality Group) est un organisme de standardisation de processus qualité dans l’industrie aéronautique, né sous l’impulsion de Jean-Marie Fehrenbach.

## Liens
- Site web